# 1er régiment du génie
Pour le régiment de la Légion étrangère, voir 1er régiment étranger de génie.
Le 1er régiment du génie était un régiment du génie militaire de l'Armée de terre française. Créé en 1814, il est dissous en 2010.
Régiment de tradition de la garnison de Strasbourg, il était, avant sa dissolution, caserné au quartier Leclerc à Illkirch-Graffenstaden.

## Création et différentes dénominations
- 12 mai 1814 : création du 1er régiment de Sapeurs-Mineurs
- 16 juillet 1815 : comme l'ensemble de l'armée napoléonienne, il est licencié à la Seconde Restauration
- 1er octobre 1816 : création du régiment du génie de Metz
- 1820 : prend le nom de 1er régiment du génie
- 1940 : dissous
- 1er février 1946 : création du 1er régiment du génie ;
- 1er août 1957 : 1er régiment d'instruction du génie (1er RIG) ;
- 26 février 1960 : 1er régiment du génie ;
- Dissolution le 24 juin 2010.

## Chefs de corps

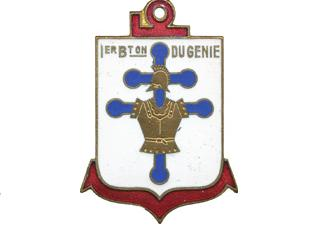
Insigne régimentaire du 1er Bataillon du Génie

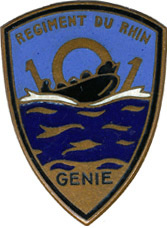
Insigne régimentaire du Régiment du Génie

- 1814-1815 : Colonel Jean-Baptiste Lamare
- 1816-1825 : Colonel Ambroise Prost[Note 1]
- 1825-1831 : Colonel Jean-Gabriel Thiébault (*)
- 1831-1833 : Colonel Repecaud
- 1833-1838 : Colonel Audoy (*)
- 1838-1841 : Colonel Guillemain (*)
- 1841-1844 : Colonel Dupont de l'Estang
- 1844-1848 : Colonel Charles Paulin
- 1848-1853 : Colonel Boutault (*)
- 1859 : Colonel Jourjon[Note 2]
- 1859-1864 : Colonel Prudon (*)
- 1864-1868 : Colonel Dubost (*)
- 1868-1874 : Colonel François-Xavier Merlin
- 1874-1876 : Colonel Salanson (*)
- 1876-1879 : Colonel Pleuvier (*)
- 1879-1880 : Colonel Histin (*)
- 1880-1882 : Colonel de Bussy (*)
- 1882-1883 : Colonel Richard (*)
- 1883-1884 : Colonel Guichard (*)
- 1884-1885 : Colonel Mensier (*)
- 1885-1887 : Colonel Lallemant (*)
- 1887-1889 : Colonel Quinivet (*)
- 1889-1891 : Colonel Bouvier (*)
- 1891-1892 : Colonel Tartrat
- 1892-1894 : Colonel François Derendinger (**)
- 1894-1897 : Colonel Perboyre
- 1897-1900 : Colonel Bouic
- 1900-1902 : Colonel Tetard
- 1902-1904 : Colonel Lheritier
- 1904-1906 : Colonel Thevenet
- 1906-1910 : Colonel Fournier (*)
- 1910-1912 : Colonel Cauboue
- 1912-1913 : Colonel Tatin
- 1913-1914 : Colonel Dehoey
- 1920-1922 : Colonel Labadie
- 1922-1924 : Colonel Hure
- 1924-1926 : Colonel Lagarde
- 1926-1927 : Colonel Louis Chauvineau (**)
- 1927-1928 : Colonel Ballis
- 1928-1929 : Colonel Grenet
- 1929-1931 : Colonel Lemoine
- 1931-1934 : Colonel Paul Drome (*)
- 1934-1936 : Colonel Lazard
- 1936-1937 : Colonel Wernert
- 1937-1940 : Colonel Auguste Reverdy[Note 3].
- 1940-1942 : Lieutenant-Colonel Cueff (*)[Note 4]
- 1944-1946 : Colonel Jean-Gabriel Ythier (*)
- 1946-1950 : Colonel Jean Mandaroux (*)
- 1950-1952 : Colonel Frédéric-Étienne Langlet (**)
- 1952-1954 : Colonel Robert Prieur (***)
- 1954-1956 : Colonel Robert
- 1956 : Colonel François Guelfi (*)
- 1956-1957 : Colonel Paul Cayatte
- 1957-1959 : Colonel Jean Nouqueret
- 1959 : Colonel Michel Lafferrerie (**)
- 1959-1960 : Colonel René Antoine
- 1960-1961 : Colonel Hym
- 1961-1964 : Colonel Constantin Vidal
- 1964-1966 : Colonel Robert Riche
- 1966-1969 : Colonel Jean Chevalier
- 1969-1971 : Colonel Jacques Delplancq (*)
- 1971-1973 : Colonel Jean Arnoux
- 1973-1976 : Colonel Jean Maison (**)
- 1976-1978 : Colonel Bernard Rigal (*)
- 1978-1980 : Colonel Bernard Putigny (*)
- 1980-1982 : Colonel Pierre Stehlin (**)
- 1982-1984 : Colonel Jean-Paul Rœlly
- 1984-1986 : Colonel Armand Mandra
- 1986-1988 : Colonel Roland Sautel
- 1988-1991 : Colonel Jacques Fabre
- 1991-1993 : Colonel Luc Ozaneaux
- 1993-1995 : Colonel Georges Kuttlein
- 1995-1997 : Colonel Jean-Michel Sandeau (**)
- 1997-1999 : Colonel Huguet (*)
- 1999-2001 : Colonel Bernard Bruder (***)
- 2001-2003 : Colonel Albacete
- 2003-2005 : Colonel Pascal Kerouault (*)
- 2005-2007 : Colonel Jean-Jacques Soucasse
- 2007-2009 : Colonel Jean-Denis Berthon (*)
- 2009 à 2010 et dernier chef de corps du 1er régiment du génie : Colonel François Eglemme

(*) Officier qui devint par la suite général de brigade.
(**) Officier qui devint par la suite général de division.
(***) Officier qui devint par la suite général de corps d'armée.

## Historique des garnisons, combats et batailles du1erRG

### 1errégiment de sapeurs-mineurs(1814-1815)

#### Révolution et Empire
Le 1er régiment de sapeurs-mineurs est créé par ordonnance royale, du 12 mai 1814, durant la Première Restauration, et formé à Saint-Omer avec les 1re, 2e et 3e compagnies et le dépôt du 1er bataillon de mineurs, du bataillon de Sapeurs de la Garde impériale et du 1er bataillon de sapeurs.
Durant les Cent-Jours le régiment est engagé dans l'armée du Nord et participes aux batailles de Ligny et de Waterloo et à la défense de Paris
16 juillet 1815, comme l'ensemble de l'armée napoléonienne, il est licencié à la Seconde Restauration

### Régiment du génie de Metz (1816-1820)
Le 1er octobre 1816, le « régiment du génie de Metz » est formé à Metz avec des éléments de l'ancien 2e régiment de sapeurs-mineurs.

### 1errégiment du génie(depuis 1820)

#### De 1820 à 1852
En 1823, durant l'expédition d'Espagne le régiment participe aux sièges de Pampelune, de Cadix, à l'assaut du Trocadéro, et aux travaux d'attaque des forts Santi Pietri et Suazo sur l'île de León.
En 1820, il prend le nom de 1er régiment du génie
En 1830, le régiment fait partie du corps expéditionnaire pour l'expédition en Algérie de 1830. Il se trouve à la bataille de Staoueli et à la prise d'Alger.
En 1832, durant la campagne de Belgique, il participe au siège d'Anvers.
De 1835 à 1840, le 1er génie est en Algérie et il se trouve à l'expédition de Tlemcen en 1835, à celles de Mascara, de Miliana et de Médéa en 1836, aux expéditions de Constantine en 1836 et 1837, au siège de Mazagran (3-6 février) et à l'expédition de Cherchell en 1842.

En 1847, il se trouve aux combats en Petite Kabylie, aux sièges de Zaatcha en 1849, de Djidjelli en 1851 et aux combats en Grande Kabylie en 1857.
En 1849, une partie du régiment fait partie du corps expéditionnaire de la Méditerranée envoyé combattre la République romaine et participe au siège de Rome

#### Second Empire
En 1854, dans le cadre de la guerre de Crimée, une partie du régiment est envoyée en expédition en Baltique et participe à la bataille de Bomarsund. L'autre partie de l'unité, affectée à l'armée d'Orient et participe au siège de Sébastopol.
En 1859, dans le cadre de la campagne d'Italie l'unité se trouve aux batailles de Magenta et de Solférino puis au passage du Mincio.
En 1859 et 1860, il participe à l'expédition de Chine et se trouve à l'assaut des forts du Peï-Ho, aux batailles de Tchang-Kia-Wang, de Palikao et à la prise de Pékin
- Guerre franco-prussienne de 1870
  - Bataille de Frœschwiller-Wœrth
  - Bataille de Forbach-Spicheren
  - Siège de Bitche
  - la 1re compagnie de mineurs contribue à la défense de Verdun

#### De 1871 à 1914
Il passe des périodes de trois ou quatre années, à tour de rôle, dans les garnisons de Metz, Montpellier et Arras. Sa dernière garnison en 1870 est Metz. Après la guerre de 1870-1871, le 1er Régiment du génie est regroupé à Versailles et occupe la caserne des Petites Écuries jusqu'à la guerre de 1914.
En 1876, les compagnies de chemin de fer rejoignent Versailles et forment deux bataillons spéciaux. Le 20e Bataillon du 1er Génie est en garnison à Toul à la caserne Perrin-Brichambault. Le 4 juillet 1889, le 20e bataillon, spécialisé chemin de fer et les deux bataillons spéciaux passent au 5e régiment du génie.
En 1900, la loi du 9 décembre regroupe les compagnies d'aérostation en un bataillon attaché au 1er régiment du génie. En 1901, le Décret du 21 janvier attribue le numéro 25 aux aérostiers. Elles sont regroupées le 1er avril 1904 pour former, sous les ordres du chef de bataillon Hirschauer, le 25e Bataillon du Génie à Versailles. Au début de la Première Guerre mondiale, ils sont dans les bataillons de Places. Le 25e Bataillon, pour la place de Verdun, au 9e régiment du génie.

#### Première Guerre mondiale
Le régiment est en garnison à Versailles. À la déclaration de guerre, il est dissout et forme un dépôt de guerre. Il est organisé en compagnies divisionnaires et de corps d'armée, formées depuis 1871, appartenant au 4e, 5e et 22e bataillons du Génie. De 1914 à 1919, le dépôt est basé à Montpellier

##### Compagnies du régiment durant la guerre
- 4/1 Cie Active – Cie Divisionnaire : 7e Division d'Infanterie
- 4/2 Cie Active – Cie Divisionnaire : 8e Division d'Infanterie
- 4/3 Cie Active – Cie Corps d'Armée : 4e corps d'armée
- 4/4 Cie Réserve – Cie Corps d'Armée : 4e corps d'armée
- 4/5 Cie Réserve – Cie Corps d'Armée :
- 4/16 Cie Réserve - Cie d'équipage de pont
- 4/21 Cie Réserve - Cie de Parc

Pour le 22e bataillon, ce dernier rattaché au Corps Colonial, les compagnies : 22/1, 22/51, 22/2, 22/3, 22/53, 22/4, 22/5, 22/6, 22/7, 22/8, 22/9, 22/10, 22/11, 22/13, 22/16, 22/63, 22/21, 22/71, 22/23.
- Pour la 2e DIC :
- Cies de Génie de D.I : 22/1, 22/3.
- Cies de Génie de C.A : 22/2, 22/4 (22/2 seulement à/c du 07/1915)
- Cies de Ponts : 22/16
- Cies de Parc : 22/21
- Sapeurs Cyclistes, affectées à la 1re Division de Cavalerie
- Compagnies Schilt ou lance-flammes (par extension, les compagnies du Génie spécialement équipées de ce type de matériel seront ensuite dénommées « compagnies Schilt ») : 22/5 à 22/11.
- Compagnies Z (spéciales - code des gaz de combat) : 22/31 à 22/38,
- Compagnies 31/1 à 31/4, 32/1 à 32/3, 33/1 à 33/3, 34/1 et 34/2.

Création en 1915 des 31, 32, 33 et 34e bataillons dit Z pour unités Armes Spéciales. On créa 2 bataillons de lance-flammes qui, appartenant au Génie, prirent les no 33 et 34.
Les Cies lance-flamme sont regroupées au sein du 40e bataillon créé en 1917 : 40/1 à 40/7.
Le 1er régiment avait dû être dédoublé pour former, surtout du point de vue administratif, un 21e régiment du génie qui est dissous à la fin de la campagne. La création temporaire du 21e régiment du génie eut pour but de répartir les unités du 1er régiment du génie en deux groupes. Il y eut des modifications par la suite : certaines compagnies ont compté dans deux régiments en résulte qu'il est difficile de séparer les deux subdivisions du 1er et du 21e régiment du génie.

##### 1914
- Bataille des Frontières,
- 22 août : combats de Rossignol

##### 1915
Le dépôt du 1er Génie est à Montpellier

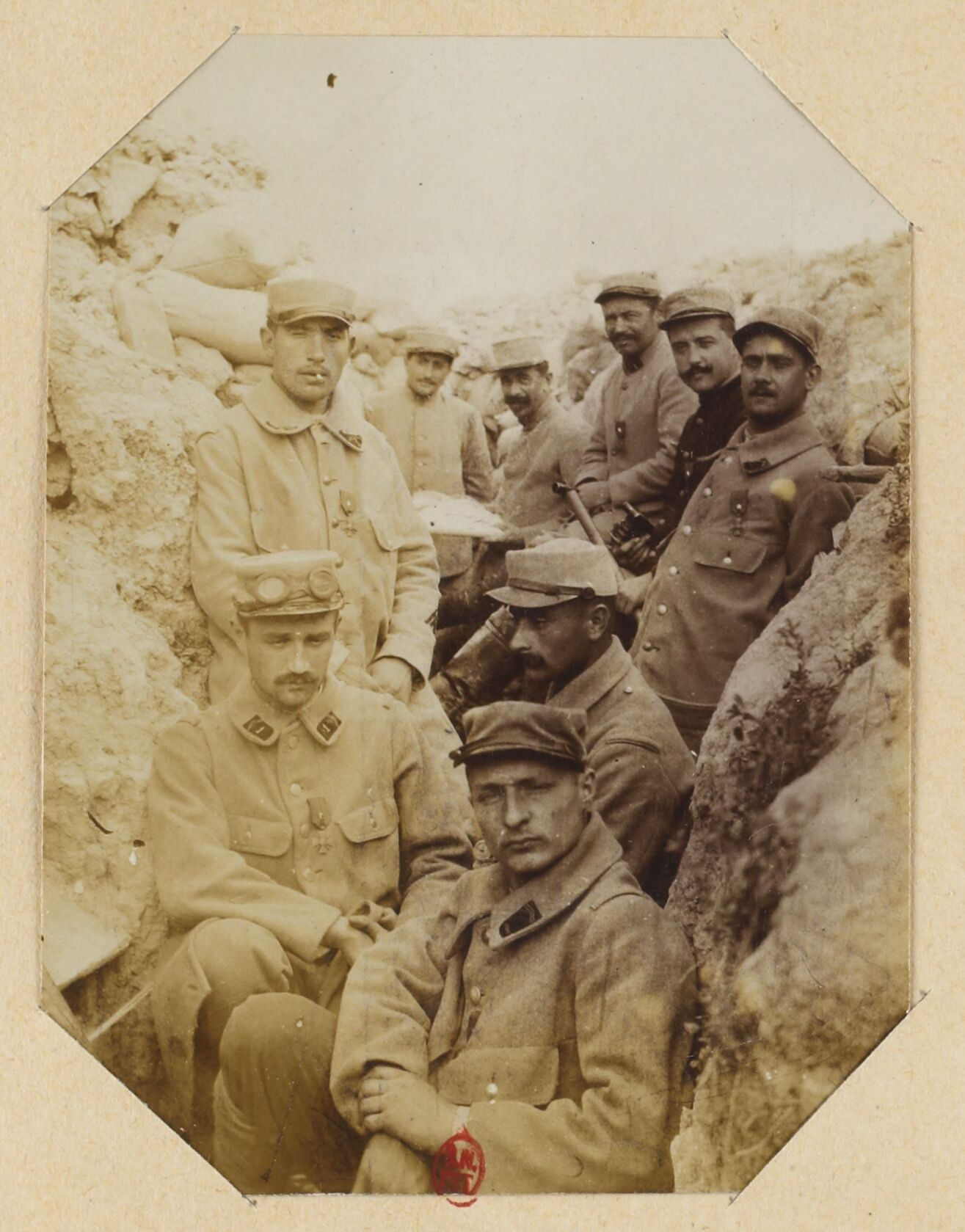
Maurice-Louis Branger, Soldats d'une compagnie du 1er génie, autour du capitaine Bérard, dans les tranchées en 1915.

Dans la nuit du 5 au 6 juin 1915, à Vauquois, un accident implique une équipe de sapeurs pompiers de la Brigade de Paris, formant la compagnie « engins spéciaux » ou compagnie Z 22/6 du 1er régiment du génie du camp de Satory, venus en renfort avec un matériel d'un usage nouveau, les appareils Schilt, mais d'une efficacité impressionnante. Au moyen de lances, elle projette sur les lignes allemandes environ 3 000 litres d'un mélange d'un liquide composé de 30 % de pétrole et 70 % d'huile légère de houille contenu dans des récipients sous pression, mélange enflammé au moyen de grenades incendiaires. Cette émission de liquide enflammé avait pour but d'aider à prononcer une attaque à hauteur des vestiges de l'église du village. L'effet de souffle produit par l'explosion d'un dépôt de munitions allemand, touché par ce mélange, rabat le liquide enflammé sur les lignes françaises. Les victimes se comptent parmi les sapeurs pompiers et les hommes du 3e bataillon du 31e RI, présents dans les tranchées.
La première compagnie du 1er génie embarque à Marseille pour Alexandrie le 18 mai 1915 dans le cadre de l'Armée d'Orient.
Aux Dardanelles en août 1915, le régiment réalise l'installation, sur 8 kilomètres, d'une ligne téléphonique entre Mondros et Portheventos pour relier le Parc d'Artillerie.

##### 1916
Dès février, les Compagnies Z du 32e et du 33e bataillon sont envoyées en première ligne pour effectuer des lancements de vagues gazeuses au chlore, dans le secteur de Reims tout d'abord, puis dans l'Argonne, en Lorraine Pont-à-Mousson et dans les Vosges.

##### 1917
En avril 1917, la création d'un régiment ayant pour seul but de soulager l'administration du 1er régiment du génie est arrêtée. La nouvelle unité porte le no 21 du 1er juillet 1917 au 30 septembre 1919. Le 21e régiment du génie est dissous à la fin de la campagne.

#### Entre-deux-guerres
En 1928, le 1er régiment du génie est en garnison à Strasbourg.

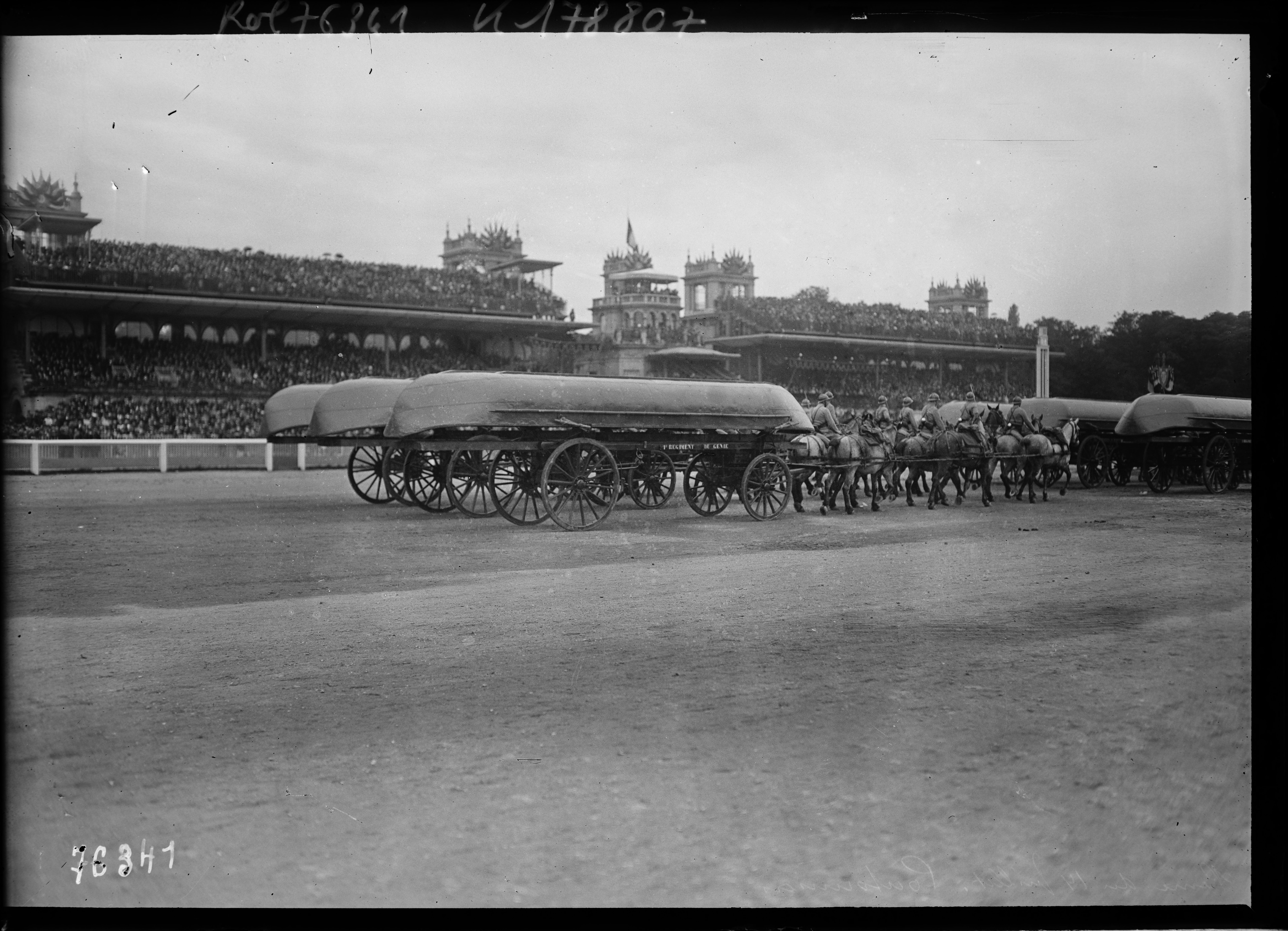
Pontonniers du régiment le 14 juillet 1922 à l'hippodrome de Longchamp.
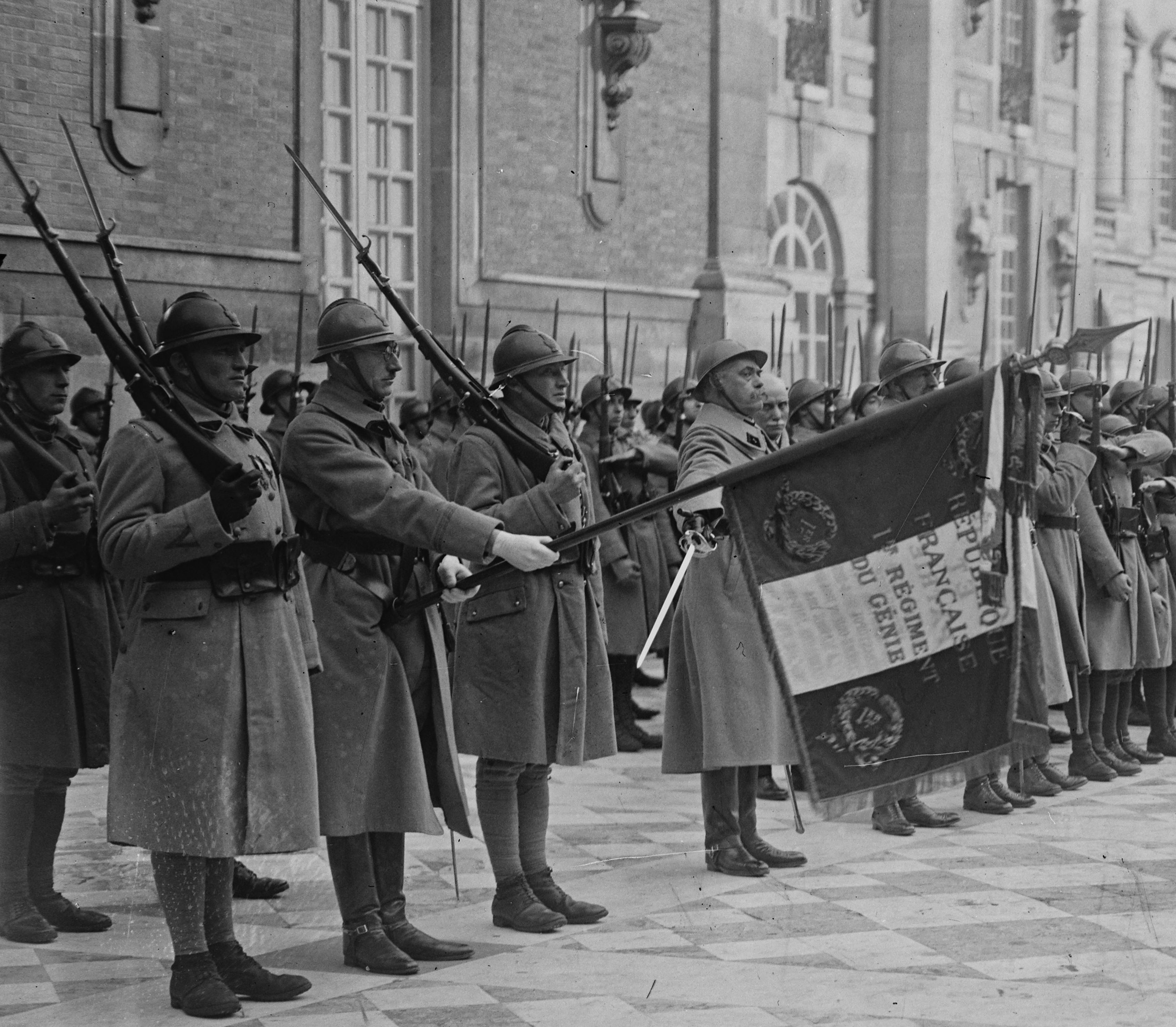
Détachement du régiment avec le drapeau régimentaire, à Versailles en 1928.

#### Après 1945
Le 1er février 1946, le 101e régiment du génie change d'appellation et devient le 1er régiment du génie. Il est en garnison à Saint-Goar puis à Coblence en Allemagne.
Le régiment participe aux opérations en Indochine et en Algérie.
Le 1er août 1957, il devient le 1er régiment d'instruction du génie et se regroupe à Spire.
Le 26 février 1960, il reprend le nom de 1er régiment du génie et retrouve la garnison de Strasbourg. Le régiment s'installe au quartier Lizé au Neuhof.
Le 1er régiment du génie comporte également un organe mobilisateur — créé le 1er février 1968 — situé au camp de Neubourg et chargé de mettre sur pied le 12e régiment du génie de réserve en cas de conflit.
Le régiment emménage progressivement à Illkirch-Graffenstaden, commune du sud de l'agglomération strasbourgeoise, au sein du nouveau quartier Leclerc entre 1968 et 1976.
De 1968 à 1993, le 1er régiment du génie fait partie de la zone de franchissement du Rhin, devenue division du Rhin en 1984. Il est l'unique régiment d'active de cette grande unité de réserve de l'Armée de terre. Il rejoint la brigade du génie en juillet 1993.
À la dissolution du 12e régiment du génie (réserve) en 1998, 20 % des cadres de réserve sont affectés à la nouvelle 25e compagnie de ponts flottants motorisés qui devient la compagnie de réserve du 1er RG.
Le régiment disposait du dernier bateau militaire fluvial de France, l'Amiral Exelmans.

#### Dissolution
À la suite de la réforme des armées lancée en 2008 après l'adoption du livre blanc sur la défense, le 24 juillet 2008, François Fillon (Premier ministre) et Hervé Morin (ministre de la Défense) annoncent la dissolution du 1re RG. Le 24 juin 2010, une cérémonie de dissolution est organisée place Kléber à Strasbourg. Hindisheim a été choisi par le lieutenant colonel Eglemme, commandant du 1er Régiment du Génie pour être le cadre de la cérémonie de dissolution et de remise du fanion de commandement et de logistique au chef de corps. Ensuite, l’inauguration officielle d’une rue portant le nom de « Rue du 1er Régiment du Génie » a été effectuée dans la nouvelle zone artisanale, en souvenir de ce régiment qui intervint, notamment, après la destruction du pont sur l’Andlau, à l’entrée de Hindisheim, au moment de la Libération, en novembre 1944.

## Personnalités
- Charles Hoffbauer (1875-1957), peintre[7]
- Joseph Joffre (1852-1931), alors lieutenant
- Geoffroy Petit (1890-1926)
- André Varnier (1914-1949), Compagnon de la Libération

## Drapeau
Son drapeau n'a jamais été pris par l'ennemi. 

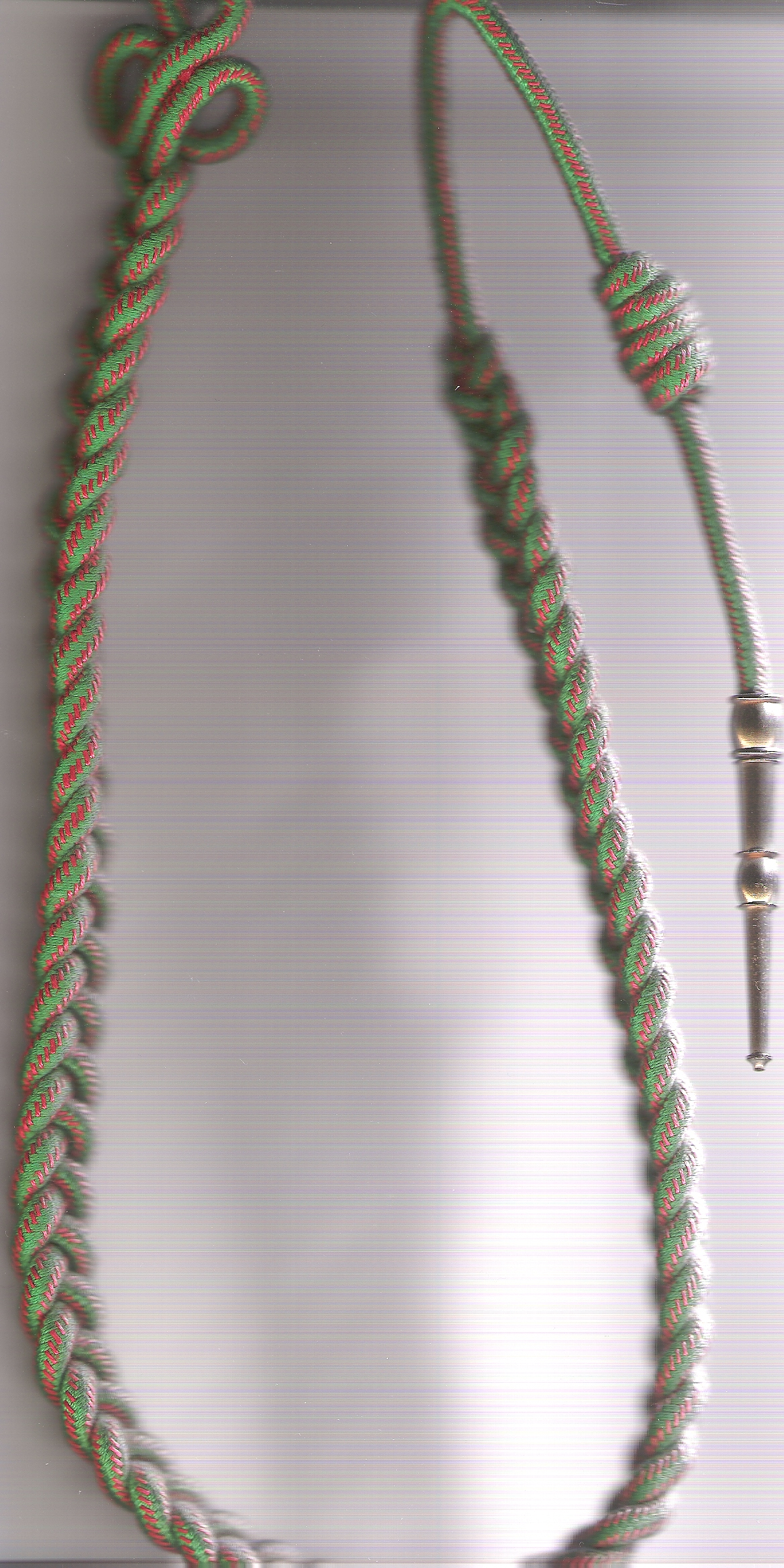
fourragère aux couleurs du ruban de la croix de guerre 1914-1918

Le 1er RG était également l'héritier des traditions du 101e RG.

Il porte, cousues en lettres d'or dans ses plis, les inscriptions suivantes :
- Fleurus 1794 (héritage des compagnies d'aérostiers)
- Anvers 1832
- Constantine 1837
- Sébastopol 1854-55
- Extrême-Orient 1884-1885
- La Marne 1914
- Champagne 1915-1918
- Verdun-Argonne 1915-1918
- Italie 1943-1944
- Le Rhin 1945

## Décorations
Cinquante citations à l'ordre de l'armée ont été attribuées à ses compagnies lors de la Première Guerre mondiale. Liste des compagnies ayant obtenu le droit au port de la fourragère aux couleurs de la Croix de Guerre 1914-1918:
NB : seule l'unité citée, en l'occurrence, la compagnie, a droit au port de ses décorations.
4/5, 4/8, 4/13, 4/63, 5/1, 5/4, 5/7, 5/52, 5/57, 22/1, 22/3, 22/13 et 22/63 dont 5/1, 5/7, 5/52 et 5/57 du 21e régiment du génie.
Héritier des traditions du 101e RG, son drapeau est décoré de la Croix de guerre 1939-1945 pour le franchissement de vive force du Rhin à Germersheim (Allemagne) le 31 mars 1945, ainsi que les inscriptions "Italie 1943-1944 et "Le Rhin" qui appartiennent également au 101e RG.

## Devise
La devise du 1er régiment du génie est « Toujours brave ».

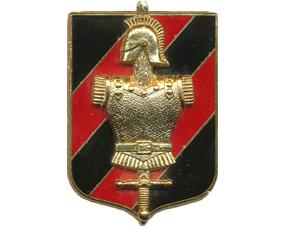
insigne de la brigade du génie.

## Sources et bibliographie
- Historique des 1e et 21e régiments du génie sur Gallica Jupas et Madard, Campagne 1914-1918 1er et 21e Régiment du Génie (Consultable à la bibliothèque du Ministère de la défense du Fort de Vincennes).
- Précis des unités du Génie de 1793 à 1993 (ND) par le Cne(er) Giudicelli et le Maj(er) Dupire.
- "Manuel complet de fortification par H. Plessix et É. Legrand-Girarde. 3e édition 1909" la 4e partie, page 743 et suivante, trait de l'organisation du Génie, des missions et travaux du Génie.
- Historiques des corps de troupe de l'armée française (1569-1900)